# Kosovelova pot
Kosovelova pot je pohodniška pešpot. Leta 2000 so jo začrtali in poimenovali po pesniku Srečku Kosovelu. Dolga je 7 km, prehodi se jo v dveh urah in pol. Organiziran pohod poteka na obletnico Kosovelovega rojstva oziroma prvo nedeljo po njej.

Sam grem po dolini kraški,

kadar vanjo jutro sije

in se morje zdrave sile

v mlado dušo mi razlije.

Sklonil bi se in pokleknil

pred ognjenim veličanstvom,

kakor kralj bi šel po Krasu

v duši s silo in bogastvom.

In pod silo mlade duše

bi se zemlja premaknila,

naša zemlja, bratje moji,

k soncu bi se premaknila.— —Srečko Kosovel, Jutro na Krasu

## Potek poti
Začne se v Sežani pred Ljudsko univerzo, ki ji domačini pravijo stara šola. To je Kosovelova rojstna hiša in prvi dom, danes je v njej urejena pesnikova spominska soba v konstruktivističnem slogu z diapozitivi Krasa, glasbo in posnetimi recitacijami njegovih pesmi. Na zgradbi je vzidana kamnita spominska plošča, pred njo je pesnikov spomenik. 
Pot se nadaljuje mimo Kosovelove knjižnice in nekdanje gostilne Pri vagi, kjer je Kosovel zlasti v zimskih mesecih večkrat prespal, ter mimo cerkve do sejmišča. Sledi vzpon na Tabor (484 m), kjer je izhodišče gozdne učne poti.

### Postaje gozdne učne poti
- Razgledišče na Taboru nad Sežano je edina razgledna točka na poti, s katere se vidi Nanos, Vremščica, divaški kot in vasi Šmarje, skozi katero poteka Kosovelova pot, ter Komen z vinogradi.
- Presahli vodni vir  je tak zaradi miniranja pri napeljevanju vodovoda leta 1978. V poletni vročini je nudil osvežitev koscem, drugim delavcem, živini in divjadi.
- S črnim in rdečim borom so v 19. stoletju pogozdovali Kras, da bi preprečili erozijo prsti. Črni bor je bil priljubljena vrsta za smolarjenje, o čemer pričajo slabo zarasli vrezi v skorjah dreves. Rdeči bor se ni dobro obdržal, zato je na Krasu redek. Ima značilno rdečkasto barvo skorje, manjše iglice in storže.
- Pustov hram so uporabljali pastirji za zaščito pred dežjem ali poletno vročino, radi so se tudi igrali v njem. Izvor imena je neznan.
- Jama Matere Božje je dobila ime po kapniku, ki je med vojnama izginil, imel pa je obliko Matere Božje z otrokom. Vhod je težko opazen.
- Vojaške jarke so izkopali ruski vojni ujetniki. Med delom jih je veliko umrlo. Ljudsko izročilo pravi, da je v dolini, ob kateri se nahajajo ostanki jarkov, nekoč tekla reka Timav, ki je kasneje poniknila in izginila.
- Novi kal je bil zgrajen leta 1848 za napajanje živine, danes o njem pričajo le še ostanki. Tako ime je dobil zato, ker je bil zadnji zgrajeni kal v okolici Tomaja.
- Skorš je danes redko videno drevo, vendar je bil včasih zelo razširjeno. Cveti sredi maja in poleti obrodi hruškam podobne plodove, iz katerih so domačini delali vino, žganje, marmelado in kompot. Njegov les je zelo kakovosten in široko uporaben.

Gozdna pot se zaključi v Tomaju, kjer so Kosovelu ob 25. obletnici njegove smrti, 27. maja 1951, postavili prvo spominsko obeležje na pročelju tomajske osnovne šole. Druga spominska plošča je na Kosovelovi domačiji, slavnostno je bila odkrita ob 50. obletnici pesnikovega rojstva, 21. marca 1954. Nedaleč stran je vaško pokopališče, kjer leži skoraj vsa Kosovelova družina. Na skupnem nagrobniku je napisano tudi ime sestre Karmele, čeprav je pokopana na Tirolskem. 

Rad bi povedal ljudjem lepo, dobro besedo, svetlo besedo, kakor je svetlo novembrsko sonce na Krasu.

Toda moja beseda je trpka in molčeča, grenka, kakor je brinova jagoda s Krasa.

V njej je trpljenje, za katero ne boste nikoli zvedeli, v njej je bolest, katere ne smete spoznati.

Moja bolečina je ponosna in molčeča in bolj nego ljudje jo razumejo bori na gmajni in brinovi grmi za skalami.— —Srečko Kosovel, Rad bi povedal

## Kosovelova domačija
Stoji na skrajnem jugozahodnem delu vasi Tomaj, ob cesti v smeri Dutovelj. Zgradil jo je Anton Kosovel 1924. leta, saj se je moral z družino izseliti iz šolskega stanovanja v Sežani, ko ga je italijanska oblast prisilno upokojila. 
Arhitekturna podoba hiše se razlikuje od drugih tomajskih hiš z značilnostmi kraškega stavbarstva, saj je bila zgrajena po vzoru primestnih vil, ki so jih postavljali manj premožni meščani na Primorskem. Zunanji modernistični videz ji daje tloris, sestavljen iz pravokotnika in kvadrata, notranja razporeditev prostorov pa je s kuhinjo in osrednjim bivalnim prostorom (salonom) v pritličju in spalnimi prostori v nadstropju prilagojena mestnemu načinu življenja in dela.
Domačijo so med letoma 1997 in 2000 prenovili. Projekt je vodil Borut Koloini, ki je hišo tudi muzejsko uredil. V pritličju je razstavljena zapuščina pesnika in njegove družine; izbrano in obrtno oblikovano pohištvo, klavir, knjižna zbirka, ki obsega 2800 del, nekateri Srečkovi osebni predmeti (očala, pisala, žepna ura, violina), odlitek Karmeline roke in drugo. 

Leta 1992 je bila Kosovelova domačija proglašena kot spomenik lokalnega pomena.    